# Thường Thư
Thường Thư (tiếng Mãn: ᠴᠠᠩᡧᡠ, Möllendorff: Cangšu, Abkai: Qangxu, chữ Hán: 常舒; 13 tháng 5 năm 1637 – 13 tháng 2 năm 1700) là hoàng tử thứ bảy của Thanh Thái Tông Hoàng Thái Cực.

## Cuộc đời
Thường Thư sinh vào giờ Dần, ngày 19 tháng 4 (âm lịch), năm Sùng Đức thứ 2 (1637) trong gia tộc Ái Tân Giác La. Mẹ ông là Thứ phi Y Nhĩ Căn Giác La thị. Vì mẹ ông chỉ là Thứ phi mà ông chỉ được phong Tam đẳng Trấn quốc Tướng quân mà không được tước vị Nhập bát phân. Sau khi nhập kỳ, ông được phân vào Tương Hoàng kỳ, là một trong số ít những Tông thất bị đãi vào Thượng Tam kỳ, nguyên nhân chính là do thân phận quá thấp, không thể có được tước vị Nhập bát phân.
Năm Khang Hi thứ 8 (1669), ông được phong làm Phụng ân Phụ quốc công. Năm thứ 14 (1675), bị cách tước Phụ quốc công. Năm thứ 37 (1698), thụ Phụ quốc công phẩm cấp. Năm thứ 38 (1699), ngày 25 tháng 12, ông qua đời vì bệnh, thọ tuổi 63. Có mười người con trai.
Năm Càn Long thứ 9 (1744), phụng đặc chỉ của Càn Long Đế, cho phép những hậu duệ không được tập tước của Thái Tổ và Thái Tông thụ phong Phụng ân Tướng quân. Con trai của ông là Hải Lâm được phong Phụng ân Tướng quân, tước vị này được thừa tập đến cháu đời thứ tư của ông là Tuệ Văn (thuộc bối tự Vĩnh) thì không được phép thừa tập nữa.

## Gia quyến

### Thê thiếp

#### Đích thê
- Nguyên phối: Nạp Lạt thị (纳喇氏), con gái của Trĩ Tắc (豸塞).
- Kế thất: Qua Nhĩ Giai thị (瓜尔佳氏), con gái của Kỵ đô úy Đạt Lý (达里).
- Tam thú thê: Qua Nhĩ Giai thị (瓜尔佳氏), con gái của Mục Lý Mã (穆理玛) – em trai Ngao Bái.

#### Thiếp
- Lưu thị (刘氏), con gái của Lưu Kỳ (刘琦).
- Hàn thị (韩氏), con gái của Hàn Thượng (韩尚).
- Bàng thị (庞氏), con gái của Bàng Ngọc (庞玉).
- Cao thị (高氏), con gái của Cao Tấn (高晋).
- Dương thị (杨氏), con gái của Dương Thực (杨实).
- Vương thị (王氏), con gái của Vương Tấn (王晋).
- Chu thị (周氏), con gái của Chu Diệp (周耀).
- Trần thị (陈氏), con gái của Trần Bá Tiên (陈伯先).
- Lưu thị (刘氏), con gái của Lưu Đại (刘大).

### Con trai
1. Lưu Cách (留格, 1655 – 1757), mẹ là Nạp Lạt thị. Chết yểu.
2. Đức Minh (德明, 1660 – 1728), mẹ là Nạp Lạt thị. Năm 1673 được phong làm Tam đẳng Trấn quốc Tướng quân. Năm 1677 nhậm Tán trật đại thần. Năm 1703 nhậm Thượng tứ viện Khanh. Năm 1715 cách tước và toàn bộ chức vị. Có tám con trai.
3. Tung Chúc (嵩祝, 1661 – 1723), mẹ là Hàn thị. Có chín con trai.
4. Sách Lân (索麟, 1673 – 1717), mẹ là Chu thị. Có sáu con trai.
5. Quan Bảo (觀保; 1673 – 1674), mẹ là Qua Nhĩ Giai thị. Chết yểu.
6. Hải Thanh (海淸, 1680 – 1723), mẹ là Trần thị. Năm 1676 nhậm Tá lĩnh. Có bốn con trai.
7. Đức Dũng (德勇, 1687 – 1726), mẹ là Vương thị. Năm 1723 nhậm Tá lĩnh. Có bốn con trai.
8. Đức An (德安, 1691 – 1693), mẹ là Vương thị. Chết yểu.
9. Hải Khoan (海寬, 1695 – 1758), mẹ là Vương thị. Năm 1726 nhậm Tông học Phó quản, sau bị cách thối (1733). Có bốn con trai.
10. Hải Lâm (海林, 1697 – 1743), mẹ là Lưu thị. Năm 1744 được phong làm Phụng ân Tướng quân. Có năm con trai.